# Ca'n Picafort
Ca'n Picafort (o Can Picafort) es una localidad y pedanía española perteneciente al municipio de Santa Margarita, en la parte septentrional de Mallorca, comunidad autónoma de las Islas Baleares. En plena costa mediterránea, cerca de esta localidad se encuentran los núcleos de Playa de Muro, Son Serra de Marina, Santa Margarita capital, Playa de Alcudia, Puerto de Alcudia y Muro.
La zona de Ca'n Picafort y alrededores constituyen uno de los principales centros turísticos de Mallorca, con una amplia oferta hotelera de sol y playa, rodeada de parajes naturales como la Albufera, la playa de Muro o el cabo Formentor. La playa de Santa Margarita y el contiguo puerto deportivo de Ca'n Picafort son el epicentro de la localidad, que incluye la urbanización de Son Bauló al oeste.

## Historia
En sus proximidades se encuentran diversos yacimientos arqueológicos, la mayoría de ellos anteriores al periodo romano, y entre los que destacan la necrópolis de Son Real o el cementerio de los Fenicios.
La historia de Ca'n Picafort, como tal, comienza a finales del siglo XIX cuando los primeros habitantes, Jerónimo Fuster alias "el Picafort", junto con su esposa y cuatro hijos, se establecieron en una humilde cabaña de pescadores a orillas de la bahía de Alcudia. Años más tarde el médico de Santa Margarita, llamado Juan Grau, interesado por el sitio, adquirió la casa —Ca'n Picafort— para construir la que sería la primera vivienda veraniega del lugar.
A principios del siglo XX le siguieron otras familias procedentes de Santa Margarita, Muro, Petra, La Puebla e Inca, que se establecieron en la zona comprendida entre el Clot d'en Barret y el Clot de s'Aigo Dolça. En 1910 se edificó una capilla dedicada a la Asunción de María, que fue usada como lugar de culto hasta 1958 cuando se inauguró la iglesia y casa parroquial en otra parte de la localidad ante el incremento de la población.
Al inicio de la guerra civil española (1936-1939) el bando sublevado impulsó la construcción de un gran número de fortificaciones —nidos de ametralladoras popularmente también conocidos como búnkers— en la costa de Mallorca: la Línea Tamarit. Era un plan de fortificaciones ideado por el General Ricardo Fernández de Tamarit para hacer frente a un eventual ataque republicano por el mar. Este programa constructivo se mantuvo en los años siguientes en previsión de un eventual desembarco aliado durante la II Guerra Mundial. La mayor parte de estas fortificaciones fueron abandonadas progresivamente y no está documentado ningún uso militar a partir de los años 1950, cuando se desmantelaron sin haberse utilizado nunca.

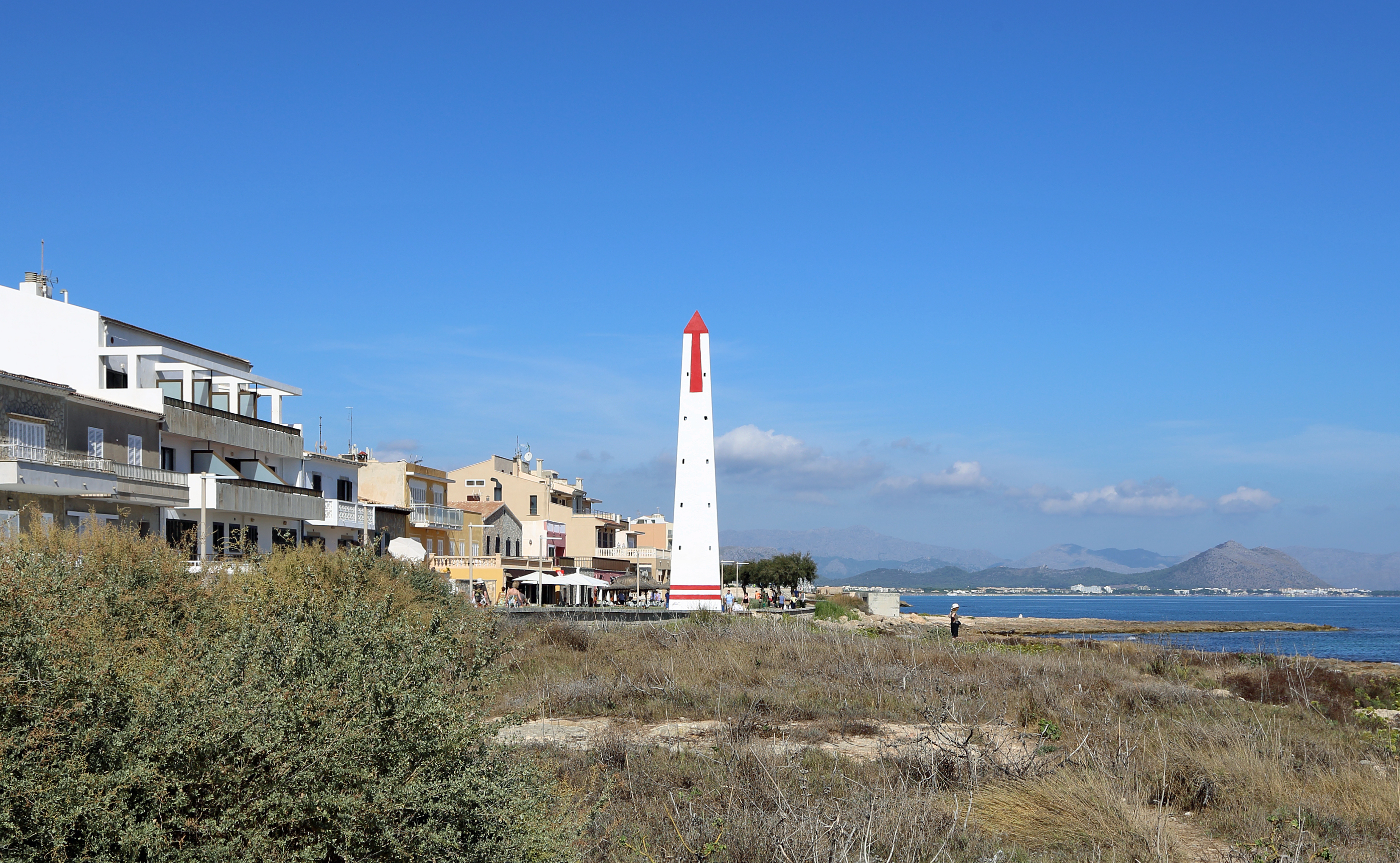
Torre de enfilación en Ca'n Picafort

En el área de Ca'n Picafort, desde la Albufera hasta la Colonia de San Pedro, también se construyeron catorce parejas de torres de enfilación para realizar ejercicios militares, que estuvieron en uso desde 1941 hasta 1970. Se utilizaban para que los submarinos realizaran maniobras de tiro naval y minas. De esta manera, los submarinos calculaban su posición gracias a la enfilación o superposición de las torres. Originalmente estaban pintadas de blanco, enumeradas y con marcas rojas a diferentes niveles. Actualmente, sólo se conservan ocho en toda la bahía de Alcudia.
A comienzos de los años 1970 Ca'n Picafort aún era un pequeño pueblo de cerca de doscientos habitantes, la mayoría pescadores, que gradualmente fue transformándose en uno de los principales complejos turísticos de la isla.

## Demografía

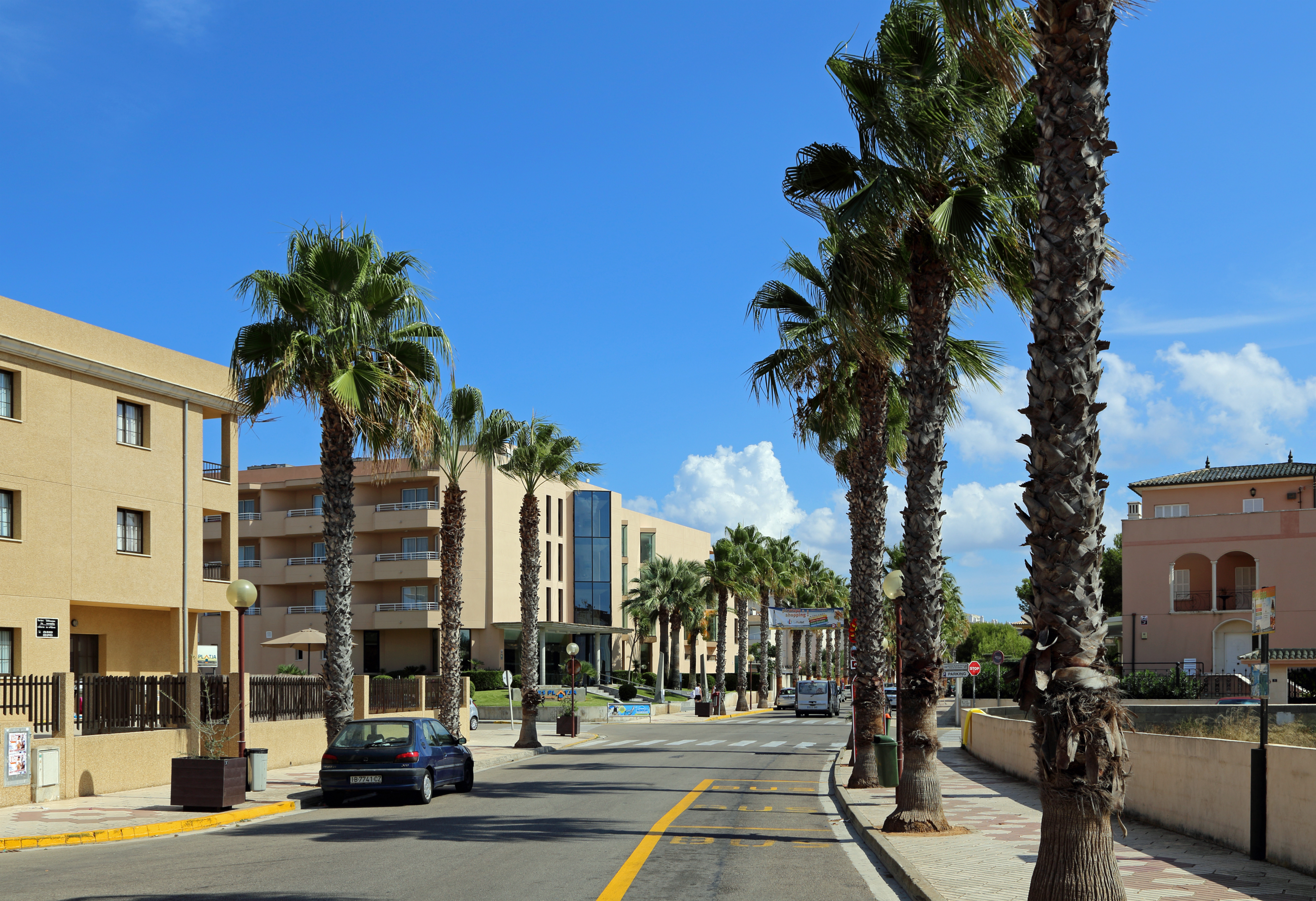
Centro de Ca'n Picafort

Según el Instituto Nacional de Estadística de España, en el año 2019 Ca'n Picafort contaba con 7.867 habitantes censados, lo que representa el 61,48% de la población total del municipio.

### Evolución de la población
| Gráfica de evolución demográfica de Ca'n Picafort entre 2009 y 2019 |
|                                                                     |
| Datos según el nomenclátor publicado por el INE.                    |

## Comunicaciones

### Carreteras
Las principales vías de comunicación que transcurren por esta localidad son:
| Identificador | Denominación                       | Itinerario                      |
| ------------- | ---------------------------------- | ------------------------------- |
| Ma-12         | De Artá al Puerto de Alcudia       | Artá - Puerto de Alcudia        |
| Ma-3410       | De Santa Margarita a Ca'n Picafort | Santa Margarita - Ca'n Picafort |
| Ma-3431       | De Muro a Ca'n Picafort            | Muro - Ca'n Picafort            |
| Ma-3413       | De Ma-3410 a Ca'n Picafort         | Ma-3410 - Ca'n Picafort         |

Algunas distancias entre Ca'n Picafort y otras ciudades:
| Ciudades          | Distancia (km) |
| ----------------- | -------------- |
| Santa Margarita   | 8              |
| Inca              | 33             |
| Palma de Mallorca | 62             |

## Cultura

### Fiestas
Ca'n Picafort celebra sus fiestas en torno al 15 de agosto en honor a la Asunción de María –o Virgen de Agosto–, patrona del pueblo.